# Туреччина на зимових Олімпійських іграх 2018
Туреччина на зимових Олімпійських іграх 2018, що проходили з 9 по 25 лютого 2018 у Пхьончхані (Південна Корея), була представлена 2 спортсменами в 1 виді спорту.

## Спортсмени
| Вид спорту      | Чоловіки | Жінки | Всього |
| --------------- | -------- | ----- | ------ |
| Фігурне катання | 1        | 1     | 2      |
| Усього          | 1        | 1     | 2      |